# François Trisconi
François Trisconi (* 28. Februar 1948 in Aigle) ist ein ehemaliger Schweizer Autorennfahrer.

## Karriere als Rennfahrer
François Trisconi bestritt in den 1970er-Jahren ausgewählte Sportwagenrennen. Fünfmal startete er beim 24-Stunden-Rennen von Le Mans, wo er 1976 mit dem 15. Gesamtrang sein Debüt gab. Seine beste Platzierung war der dritte Endrang 1979. Trisconi fuhr gemeinsam mit François Sérvanin und Laurent Ferrier einen Porsche 935/77A von Kremer Racing und kam mit zehn Runden Rückstand auf die siegreichen Teamkollegen Klaus Ludwig sowie Don und Bill Whittington ins Ziel.

## Statistik

### Le-Mans-Ergebnisse
| Jahr | Team                   | Fahrzeug        | Teamkollege       | Teamkollege      | Platzierung             | Ausfallgrund |
| ---- | ---------------------- | --------------- | ----------------- | ---------------- | ----------------------- | ------------ |
| 1976 | Daniel Brillat         | Lola T292       | André Chevalley   | Georges Morand   | Rang 15 und Klassensieg |              |
| 1977 | André Chevalley        | Cheetah G601    | André Chevalley   | Wink Bancroft    | Ausfall                 | Motorschaden |
| 1978 | André Chevalley Racing | Inaltera LM     | André Chevalley   |                  | Rang 13                 |              |
| 1979 | Porsche Kremer Racing  | Porsche 935/77A | François Sérvanin | Laurent Ferrier  | Rang 3                  |              |
| 1980 | André Chevalley Racing | ACR 80          | André Chevalley   | Patrick Gaillard | Ausfall                 | Aufhängung   |

### Einzelergebnisse in der Sportwagen-Weltmeisterschaft
| Saison | Team                   | Rennwagen              | 1   | 2   | 3   | 4   | 5   | 6   | 7   | 8   | 9   | 10  | 11  | 12  | 13  | 14  | 15  | 16  | 17  |
| ------ | ---------------------- | ---------------------- | --- | --- | --- | --- | --- | --- | --- | --- | --- | --- | --- | --- | --- | --- | --- | --- | --- |
| 1976   | GVEA Charles Graemiger | Lola T292 Cheetah G601 | MUG | VAL | NÜR | MON | SIL | IMO | NÜR | ZEL | PER | WAT | MOS | DIJ | DIJ | SAL |     |     |     |
| 1976   | GVEA Charles Graemiger | Lola T292 Cheetah G601 |     |     |     | 8   |     |     |     |     |     |     |     |     | 13  |     |     |     |     |
| 1978   | Chevalley Racing       | Inaltera LM            | DAY | SEB | MUG | TAL | DIJ | SIL | NÜR | LEM | MIS | DAY | WAT | VAL | ROD |     |     |     |     |
| 1978   | Chevalley Racing       | Inaltera LM            |     |     |     |     | 13  |     |     |     |     |     |     |     |     |     |     |     |     |
| 1979   | Kremer Racing          | Porsche 935            | DAY | SEB | MUG | TAL | DIJ | RIV | SIL | NÜR | LEM | PER | DAY | WAT | SPA | BRH | ROA | VAL | ELS |
| 1979   | Kremer Racing          | Porsche 935            |     |     |     |     |     | 3   |     |     |     |     |     |     |     |     |     |     |     |
| 1980   | Chevalley Racing       | ACR 80                 | DAY | BRH | SEB | MUG | MON | RIV | SIL | NÜR | LEM | DAY | WAT | SPA | MOS | ROA | VAL | DIJ |     |
| 1980   | Chevalley Racing       | ACR 80                 |     |     |     |     |     |     | DNF |     | DNF |     |     |     |     |     |     |     |     |